# 肱川あらし
肱川あらし（ひじかわあらし）とは、初冬の朝、大洲盆地で発生した霧が肱川を下り、白い霧を伴った冷たい強風が河口を吹き抜ける現象。愛媛県大洲市で観察される。50年以上前には肱川おろし（山手からの吹き下ろし）と呼ばれていたが、なぜ名称が変わったのかは分かっていない。

## 概要
冬型の気圧配置が緩んだ日に、大洲盆地と瀬戸内海（伊予灘）の気温差が原因で陸地において地表が放射冷却によって冷え込み、発生した霧が、山脚が河口付近まで川の両岸に迫っている特異な地形をしている肱川下流から、一気に海側に流れ出す現象が生じるといわれている。大規模な時は霧は沖合い数キロに達し、風速は可動橋として知られる長浜大橋付近において15km以上が観測される。
年配者を中心に「肱川おろし」とも言われる（こちらが正式名称との見解もある）が、近年は「肱川あらし」の呼称の方が一般的。大洲市広報紙でも「あらし」としている。

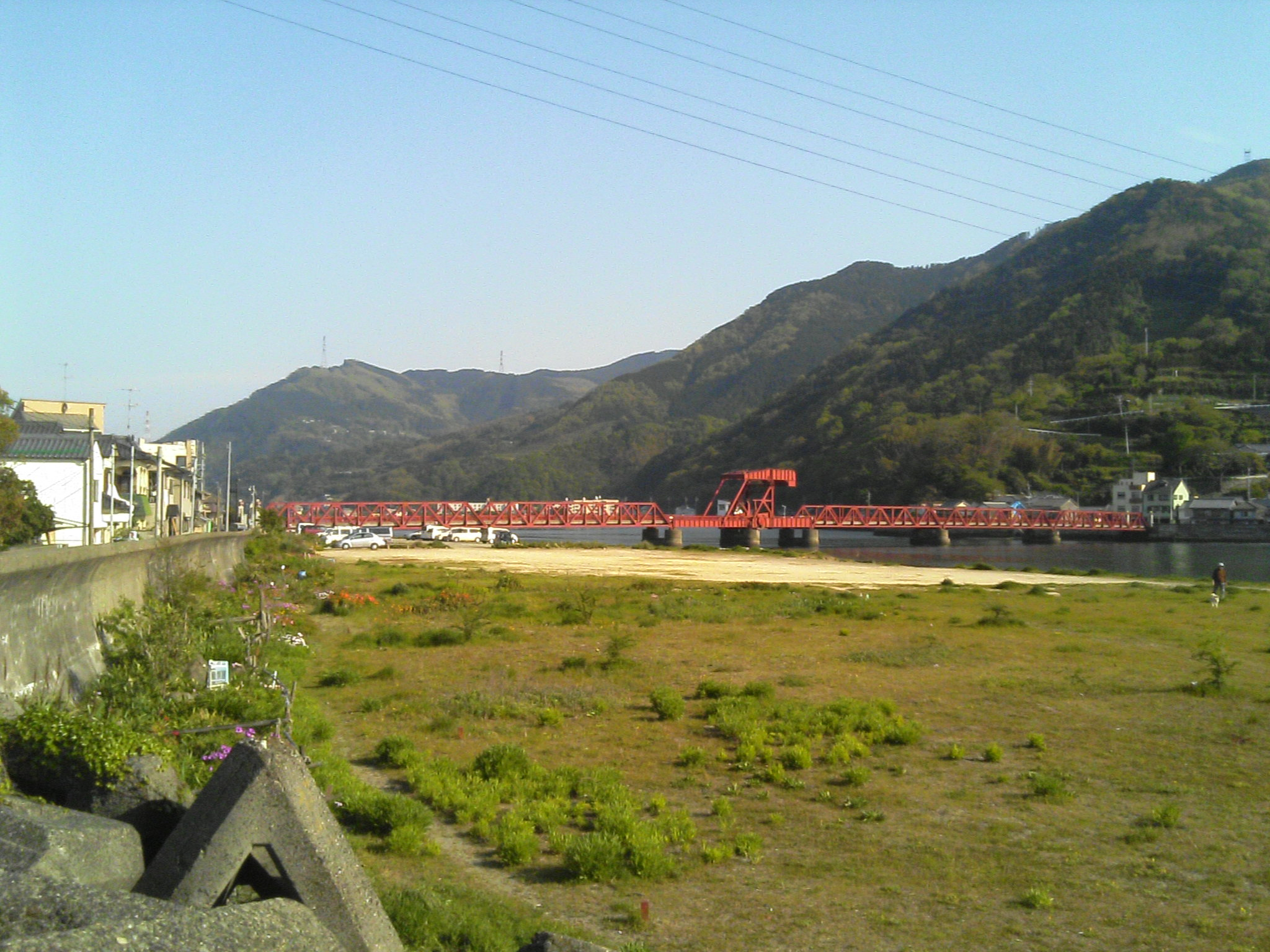
長浜大橋と周辺の山々

## その他
河口近くの小高い山の上に「肱川あらし展望公園」（北緯33度36分40.4994秒 東経132度29分10.392秒 / 北緯33.611249833度 東経132.48622000度）がある。
肱川あらしが吹いているときには、冷気移流に伴う逆転層が河口に形成されるとした調査例もある。
内陸の大洲盆地と肱川河口のあいだで2hPaほどの気圧差が生じると、肱川あらしは10m/sの風速に達することが、長期観測から明らかにされている。